# Weberstraße 1 (Quedlinburg)

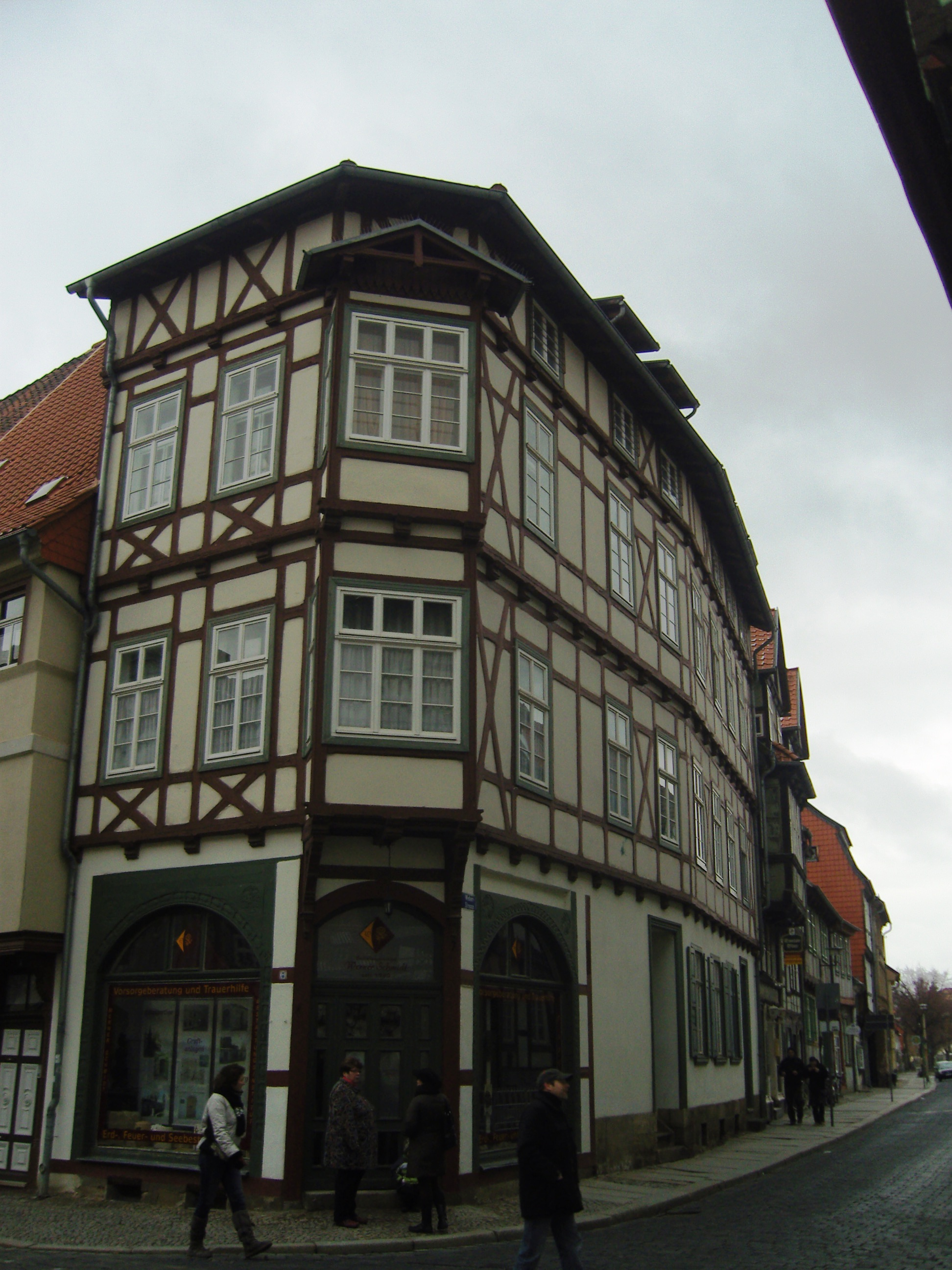
Haus Weberstraße 1

Das Haus Weberstraße 1 ist ein denkmalgeschütztes Gebäude in der Stadt Quedlinburg in Sachsen-Anhalt.

## Lage
Es befindet sich im nördlichen Teil der historischen Quedlinburger Neustadt als Eckhaus an der Einmündung der Weberstraße auf den Steinweg und gehört zum UNESCO-Weltkulturerbe. Im Quedlinburger Denkmalverzeichnis ist es als Wohn- und Geschäftshaus eingetragen. Nördlich grenzt das gleichfalls denkmalgeschützte Haus Weberstraße 2 an.

## Architektur und Geschichte
Das dreigeschossige Fachwerkhaus entstand im Jahr 1860. Die Fachwerk präsentiert sich schlicht. Als Verzierung bestehen an den Brüstungen Andreaskreuze. Einige Andreaskreuze nehmen die Höhe eines Stockwerks ein. Markant ist der zur Straßenecke zeigende, sich über das erste und zweite Obergeschoss erstreckende Erker. Das Haus verfügt über einen Kniestock. Im Erdgeschoss erfolgte ein Ladeneinbau. Die Schaufenster sind mit reichem Schnitzwerk aus Flechtband und Rosetten umrahmt.